# Coupe d'Angleterre de football 2020-2021
Navigation
Coupe d'Angleterre 2019-2020 Coupe d'Angleterre 2021-2022
La Coupe d'Angleterre 2020-2021 est la 140e édition de la FA Cup, la coupe principale dans le football anglais et la plus vieille compétition à élimination directe du monde. Elle commence le 1er septembre 2020 et se termine le 15 mai 2021. Il a été décidé qu'il n'y aura pas de replays  pour cette édition.

## Calendrier de l'épreuve
| Tour                            | Tirage au sort    | Date des matches   | Matches | Clubs     | Nouvelles entrées |
| ------------------------------- | ----------------- | ------------------ | ------- | --------- | ----------------- |
| Tour extra-préliminaire         | 18 août 2020      | 1er septembre 2020 | 185     | 737 → 552 | 370 : 368e à 737e |
| Tour préliminaire               | 18 août 2020      | 12 septembre 2020  | 160     | 552 → 392 | 135 : 233e à 367e |
| Premier tour de qualification   | 14 septembre 2020 | 22 septembre 2020  | 116     | 392 → 276 | 72 : 161e à 232e  |
| Deuxième tour de qualification  | 25 septembre 2020 | 3 octobre 2020     | 80      | 276 → 196 | 44 : 117e à 160e  |
| Troisième tour de qualification | 5 octobre 2020    | 13 octobre 2020    | 40      | 196 → 156 | -                 |
| Quatrième tour de qualification | 15 octobre 2020   | 24 octobre 2020    | 32      | 156 → 124 | 24 : 93e à 116e   |
| Premier tour (1/128 de finale)  | 26 octobre 2020   | 7 novembre 2020    | 40      | 124 → 84  | 48 : 92e à 44e    |
| Deuxième tour (1/64 de finale)  | 9 novembre 2020   | 28 novembre 2020   | 20      | 84 → 64   | -                 |
| Troisième tour (1/32 de finale) | 30 novembre 2020  | 9 janvier 2021     | 32      | 64 → 32   | 44 : 44e à 1er    |
| Quatrième tour (1/16 de finale) | 11 janvier 2021   | 23 janvier 2021    | 16      | 32 → 16   | -                 |
| Cinquième tour (1/8 de finale)  | 11 janvier 2021   | 10 février 2021    | 8       | 16 → 8    | -                 |
| Quarts de finale                | 11 février 2021   | 20 mars 2020       | 4       | 8 → 4     | -                 |
| Demi-finales                    | 21 mars 2021      | 17 avril 2021      | 2       | 4 → 2     | -                 |
| Finale                          | 21 mars 2021      | 15 mai 2021        | 1       | 2 → 1     | -                 |

## Résultats
Plusieurs centaines de matchs sont joués lors des tours préliminaires. Seuls sont indiqués ici les résultats à partir des 1/32 de finale.

### Troisième tour (1/32 de finale)
| 8 janvier 2021 | Wolverhampton Wanderers (1) | 1 - 0   | Crystal Palace (1) |                                                         |                                                         |
| 20h45          | Traoré 35e                  | (1 - 0) |                    | Molineux Stadium, Wolverhampton Arbitrage : David Coote | Molineux Stadium, Wolverhampton Arbitrage : David Coote |
| 20h45          | Rapport                     |         |                    | Molineux Stadium, Wolverhampton Arbitrage : David Coote | Molineux Stadium, Wolverhampton Arbitrage : David Coote |

|       | Aston Villa (1) | 1 - 4   | Liverpool FC (1)                        |                                                 |                                                 |
| 20h45 | Barry 41e       | (1 - 1) | 4e 64e Mané · 60e Wijnaldum · 65e Salah | Villa Park, Birmingham Arbitrage : Craig Pawson | Villa Park, Birmingham Arbitrage : Craig Pawson |
| 20h45 | Rapport         |         |                                         | Villa Park, Birmingham Arbitrage : Craig Pawson | Villa Park, Birmingham Arbitrage : Craig Pawson |

| 9 janvier 2021 | Everton FC (1)          | 2 - 1 a. p.           | Rotherham United (2) |                                                     |                                                     |
| 13h00          | Tosun 9e · Doucouré 93e | (1 - 0, 1 - 1, 2 - 1) | 56e Olosunde         | Goodison Park, Liverpool Arbitrage : Stuart Attwell | Goodison Park, Liverpool Arbitrage : Stuart Attwell |
| 13h00          | Rapport                 |                       |                      | Goodison Park, Liverpool Arbitrage : Stuart Attwell | Goodison Park, Liverpool Arbitrage : Stuart Attwell |

|       | Nottingham Forest (2) | 1 - 0   | Cardiff City (2) |                                                |                                                |
| 13h00 | Taylor 3e             | (1 - 0) |                  | City Ground, Nottingham Arbitrage : David Webb | City Ground, Nottingham Arbitrage : David Webb |
| 13h00 | Rapport               |         |                  | City Ground, Nottingham Arbitrage : David Webb | City Ground, Nottingham Arbitrage : David Webb |

|       | Boreham Wood (5) | 0 - 2   | Millwall FC (2)             |                                                  |                                                  |
| 13h00 |                  | (0 - 1) | 31e Zohore · 74e Hutchinson | Meadow Park, Borehamwood Arbitrage : Ben Speedie | Meadow Park, Borehamwood Arbitrage : Ben Speedie |
| 13h00 | Rapport          |         |                             | Meadow Park, Borehamwood Arbitrage : Ben Speedie | Meadow Park, Borehamwood Arbitrage : Ben Speedie |

|       | Luton Town (2) | 1 - 0   | Reading FC (2) |                                                |                                                |
| 13h00 | Moncur 30e     | (1 - 0) |                | Kenilworth Road, Luton Arbitrage : Darren Bond | Kenilworth Road, Luton Arbitrage : Darren Bond |
| 13h00 | Rapport        |         |                | Kenilworth Road, Luton Arbitrage : Darren Bond | Kenilworth Road, Luton Arbitrage : Darren Bond |

|       | Norwich City (2)      | 2 - 0   | Coventry City (2) |                                                  |                                                  |
| 13h00 | McLean 6e · Hugill 7e | (2 - 0) |                   | Carrow Road, Norwich Arbitrage : Darren Drysdale | Carrow Road, Norwich Arbitrage : Darren Drysdale |
| 13h00 | Rapport               |         |                   | Carrow Road, Norwich Arbitrage : Darren Drysdale | Carrow Road, Norwich Arbitrage : Darren Drysdale |

|       | Chorley FC (6)          | 2 - 0   | Derby County (2) |                                                |                                                |
| 13h15 | Hall 10e · Calveley 84e | (1 - 0) |                  | Victory Park, Chorley Arbitrage : Kevin Friend | Victory Park, Chorley Arbitrage : Kevin Friend |
| 13h15 | Rapport                 |         |                  | Victory Park, Chorley Arbitrage : Kevin Friend | Victory Park, Chorley Arbitrage : Kevin Friend |

|       | AFC Bournemouth (2)                      | 4 - 1   | Oldham Athletic (5)     |                                                  |                                                  |
| 16h00 | Brooks 43e · Riquelme 49e · King 74e 86e | (1 - 1) | 45+1e (pen.) Bahamboula | Dean Court, Bournemouth Arbitrage : Andy Woolmer | Dean Court, Bournemouth Arbitrage : Andy Woolmer |
| 16h00 | Rapport                                  |         |                         | Dean Court, Bournemouth Arbitrage : Andy Woolmer | Dean Court, Bournemouth Arbitrage : Andy Woolmer |

|       | Stevenage FC (4) | 0 - 2   | Swansea City (2)            |                                                        |                                                        |
| 16h00 |                  | (0 - 1) | 7e Routledge · 50e Gyökeres | Broadhall Way, Stevenage Arbitrage : Michael Salisbury | Broadhall Way, Stevenage Arbitrage : Michael Salisbury |
| 16h00 | Rapport          |         |                             | Broadhall Way, Stevenage Arbitrage : Michael Salisbury | Broadhall Way, Stevenage Arbitrage : Michael Salisbury |

|       | Bristol Rovers (3)      | 2 - 3   | Sheffield United (1)                 |                                                    |                                                    |
| 16h00 | Kilgour 21e · Ehmer 62e | (1 - 1) | 6e (csc) Day · 59e Burke · 63e Bogle | Memorial Stadium, Bristol Arbitrage : Keith Stroud | Memorial Stadium, Bristol Arbitrage : Keith Stroud |
| 16h00 | Rapport                 |         |                                      | Memorial Stadium, Bristol Arbitrage : Keith Stroud | Memorial Stadium, Bristol Arbitrage : Keith Stroud |

|       | Blackburn Rovers (2) | 0 - 1   | Doncaster Rovers (3) |                                                  |                                                  |
| 16h00 |                      | (0 - 1) | 42e Richards         | Ewood Park, Blackburn Arbitrage : Samuel Barrott | Ewood Park, Blackburn Arbitrage : Samuel Barrott |
| 16h00 | Rapport              |         |                      | Ewood Park, Blackburn Arbitrage : Samuel Barrott | Ewood Park, Blackburn Arbitrage : Samuel Barrott |

|       | Stoke City (2) | 0 - 4   | Leicester City (1)                                    |                                                            |                                                            |
| 16h00 |                | (0 - 1) | 34e Justin · 59e Albrightonbr> 79e Pérez · 81e Barnes | Bet365 Stadium, Stoke-on-Trent Arbitrage : Tony Harrington | Bet365 Stadium, Stoke-on-Trent Arbitrage : Tony Harrington |
| 16h00 | Rapport        |         |                                                       | Bet365 Stadium, Stoke-on-Trent Arbitrage : Tony Harrington | Bet365 Stadium, Stoke-on-Trent Arbitrage : Tony Harrington |

|       | Wycombe Wanderers (2)                                       | 4 - 1   | Preston North End (2) |                                                   |                                                   |
| 16h00 | Onyedinma 3e · Jacobson 9e (pen.) · Knight 25e · Samuel 82e | (3 - 1) | 43e (pen.) Jakobsen   | Adams Park, High Wycombe Arbitrage : Matt Donohue | Adams Park, High Wycombe Arbitrage : Matt Donohue |
| 16h00 | Rapport                                                     |         |                       | Adams Park, High Wycombe Arbitrage : Matt Donohue | Adams Park, High Wycombe Arbitrage : Matt Donohue |

|       | Burnley FC (1)                                | 1 - 1 a. p. 4 - 3 t. a. b. | Milton Keynes Dons (3)                      |                                              |                                              |
| 16h00 | Vydra 90+4e                                   | (0 - 1, 1 - 1, 1 - 1)      | 29e Jerome                                  | Turf Moor, Burnley Arbitrage : Jonathan Moss | Turf Moor, Burnley Arbitrage : Jonathan Moss |
| 16h00 | Rapport                                       |                            |                                             | Turf Moor, Burnley Arbitrage : Jonathan Moss | Turf Moor, Burnley Arbitrage : Jonathan Moss |
| 16h00 | Vydra · Lowton · Stephens · Benson · Bardsley | Tirs au but 4 - 3          | Poole · Mason · Sørensen · Gladwin · Fraser | Turf Moor, Burnley Arbitrage : Jonathan Moss | Turf Moor, Burnley Arbitrage : Jonathan Moss |

|       | Queens Park Rangers (2) | 0 - 2 a. p.           | Fulham FC (1)                       |                                               |                                               |
| 16h00 |                         | (0 - 0, 0 - 0, 0 - 2) | 104e Decordova-Reid · 105+3e Kebano | Loftus Road, Londres Arbitrage : Simon Hooper | Loftus Road, Londres Arbitrage : Simon Hooper |
| 16h00 | Rapport                 |                       |                                     | Loftus Road, Londres Arbitrage : Simon Hooper | Loftus Road, Londres Arbitrage : Simon Hooper |

|       | Exeter City (4) | 0 - 2   | Sheffield Wednesday (2)  |                                                      |                                                      |
| 16h00 |                 | (0 - 1) | 27e Reach · 90e Paterson | Saint James Park, Exeter Arbitrage : Dean Whitestone | Saint James Park, Exeter Arbitrage : Dean Whitestone |
| 16h00 | Rapport         |         |                          | Saint James Park, Exeter Arbitrage : Dean Whitestone | Saint James Park, Exeter Arbitrage : Dean Whitestone |

|       | Blackpool FC (3)                            | 2 - 2 a. p. 3 - 2 t. a. b. | West Bromwich Albion (1)                           |                            |                            |
| 16h00 | Yates 40e · Madine 66e                      | (1 - 0, 2 - 2, 2 - 2)      | 52e Ajayi · 80e (pen.) Pereira                     | Bloomfield Road, Blackpool | Bloomfield Road, Blackpool |
| 16h00 | Rapport                                     |                            |                                                    | Bloomfield Road, Blackpool | Bloomfield Road, Blackpool |
| 16h00 | Yates · Dougall · Husband · Madine · Kaikai | Tirs au but 3 - 2          | Grosicki · Edwards · Furlong · Livermore · Pereira | Bloomfield Road, Blackpool | Bloomfield Road, Blackpool |

|       | Arsenal FC (1)                    | 2 - 0 a. p.           | Newcastle United (1) |                                                      |                                                      |
| 18h30 | Smith-Rowe 109e · Aubameyang 117e | (0 - 0, 0 - 0, 0 - 0) |                      | Emirates Stadium, Londres Arbitrage : Chris Kavanagh | Emirates Stadium, Londres Arbitrage : Chris Kavanagh |
| 18h30 | Rapport                           |                       |                      | Emirates Stadium, Londres Arbitrage : Chris Kavanagh | Emirates Stadium, Londres Arbitrage : Chris Kavanagh |

|       | Huddersfield Town (2)  | 2 - 3   | Plymouth Argyle (3)                   |                                                       |                                                       |
| 19h00 | Crichlow 4e · Rowe 32e | (2 - 2) | 24e Hardie · 42e Camará · 70e Edwards | Kirklees Stadium, Huddersfield Arbitrage : Martin Coy | Kirklees Stadium, Huddersfield Arbitrage : Martin Coy |
| 19h00 | Rapport                |         |                                       | Kirklees Stadium, Huddersfield Arbitrage : Martin Coy | Kirklees Stadium, Huddersfield Arbitrage : Martin Coy |

|       | Brentford FC (2)             | 2 - 1   | Middlesbrough FC (2) |                                                                 |                                                                 |
| 19h00 | Dervişoğlu 35e · Ghoddos 64e | (1 - 0) | 48e Folarin          | Brentford Community Stadium, Brentford Arbitrage : Tim Robinson | Brentford Community Stadium, Brentford Arbitrage : Tim Robinson |
| 19h00 | Rapport                      |         |                      | Brentford Community Stadium, Brentford Arbitrage : Tim Robinson | Brentford Community Stadium, Brentford Arbitrage : Tim Robinson |

|       | Manchester United (1) | 1 - 0   | Watford FC (2) |                                                  |                                                  |
| 21h00 | McTominay 5e          | (1 - 0) |                | Old Trafford, Manchester Arbitrage : Andy Madley | Old Trafford, Manchester Arbitrage : Andy Madley |
| 21h00 | Rapport               |         |                | Old Trafford, Manchester Arbitrage : Andy Madley | Old Trafford, Manchester Arbitrage : Andy Madley |

| 10 janvier 2021 | Barnsley FC (2)           | 2 - 0   | Tranmere Rovers (4) |                                                       |                                                       |
| 14h30           | Helik 59e · Woodrow 90+5e | (0 - 0) |                     | Oakwell Stadium, Barnsley Arbitrage : Oliver Langford | Oakwell Stadium, Barnsley Arbitrage : Oliver Langford |
| 14h30           | Rapport                   |         |                     | Oakwell Stadium, Barnsley Arbitrage : Oliver Langford | Oakwell Stadium, Barnsley Arbitrage : Oliver Langford |

|       | Crawley Town (4)                              | 3 - 0   | Leeds United (1) |                                                      |                                                      |
| 14h30 | Tsaroulla 50e · Nadesan 53e · Tunnicliffe 70e | (0 - 0) |                  | Broadfield Stadium, Crawley Arbitrage : Peter Bankes | Broadfield Stadium, Crawley Arbitrage : Peter Bankes |
| 14h30 | Rapport                                       |         |                  | Broadfield Stadium, Crawley Arbitrage : Peter Bankes | Broadfield Stadium, Crawley Arbitrage : Peter Bankes |

|       | Bristol City (2)          | 2 - 1   | Portsmouth FC (3) |                                                        |                                                        |
| 14h30 | Diédhiou 19e · Martin 83e | (1 - 1) | 45+1e Johnson     | Ashton Gate Stadium, Bristol Arbitrage : Leigh Doughty | Ashton Gate Stadium, Bristol Arbitrage : Leigh Doughty |
| 14h30 | Rapport                   |         |                   | Ashton Gate Stadium, Bristol Arbitrage : Leigh Doughty | Ashton Gate Stadium, Bristol Arbitrage : Leigh Doughty |

|       | Manchester City (1)      | 3 - 0   | Birmingham City (2) |                                                     |                                                     |
| 14h30 | Silva 8e 15e · Foden 33e | (3 - 0) |                     | Etihad Stadium, Manchester Arbitrage : Robert Jones | Etihad Stadium, Manchester Arbitrage : Robert Jones |
| 14h30 | Rapport                  |         |                     | Etihad Stadium, Manchester Arbitrage : Robert Jones | Etihad Stadium, Manchester Arbitrage : Robert Jones |

|       | Chelsea FC (1)                                         | 4 - 0   | Morecambe FC (4) |                                                     |                                                     |
| 14h30 | Mount 18e · Werner 44e · Hudson-Odoi 49e · Havertz 85e | (2 - 0) |                  | Stamford Bridge, Londres Arbitrage : Darren England | Stamford Bridge, Londres Arbitrage : Darren England |
| 14h30 | Rapport                                                |         |                  | Stamford Bridge, Londres Arbitrage : Darren England | Stamford Bridge, Londres Arbitrage : Darren England |

|       | Cheltenham Town (4)  | 2 - 1 a. p.           | Mansfield Town (4) |                                                |                                                |
| 14h30 | May 73e · Boyle 110e | (0 - 1, 1 - 1, 1 - 1) | 3e McLaughlin      | Whaddon Road, Cheltenham Arbitrage : Tom Nield | Whaddon Road, Cheltenham Arbitrage : Tom Nield |
| 14h30 | Rapport              |                       |                    | Whaddon Road, Cheltenham Arbitrage : Tom Nield | Whaddon Road, Cheltenham Arbitrage : Tom Nield |

|       | Marine AFC (8) | 0 - 5   | Tottenham Hotspur (1)                         |                                                 |                                                 |
| 18h00 |                | (0 - 4) | 24e 30e 37e Vinícius · 32e Moura · 60e Devine | Rossett Park, Crosby Arbitrage : Michael Oliver | Rossett Park, Crosby Arbitrage : Michael Oliver |
| 18h00 | Rapport        |         |                                               | Rossett Park, Crosby Arbitrage : Michael Oliver | Rossett Park, Crosby Arbitrage : Michael Oliver |

|       | Newport County AFC (4)                                                | 1 - 1 a. p. 3 - 4 t. a. b. | Brighton & Hove Albion (1)                                     |                                              |                                              |
| 20h45 | Webster 90+6e (csc)                                                   | (0 - 0, 1 - 1, 1 - 1)      | 90e March                                                      | Rodney Parade, Newport Arbitrage : Lee Mason | Rodney Parade, Newport Arbitrage : Lee Mason |
| 20h45 | Rapport                                                               |                            |                                                                | Rodney Parade, Newport Arbitrage : Lee Mason | Rodney Parade, Newport Arbitrage : Lee Mason |
| 20h45 | Sheehan · Demetriou · Labadie · Taylor · Shephard · Proctor · Bennett | Tirs au but 3 - 4          | Groß · Maupay · Bissouma · Dunk · Trossard · Pröpper · Webster | Rodney Parade, Newport Arbitrage : Lee Mason | Rodney Parade, Newport Arbitrage : Lee Mason |

| 11 janvier 2021 | Stockport County (5) | 0 - 1   | West Ham United (1) |                                               |                                               |
| 21h00           |                      | (0 - 0) | 83e Dawson          | Edgeley Park, Stockport Arbitrage : Mike Dean | Edgeley Park, Stockport Arbitrage : Mike Dean |
| 21h00           | Rapport              |         |                     | Edgeley Park, Stockport Arbitrage : Mike Dean | Edgeley Park, Stockport Arbitrage : Mike Dean |

| 19 janvier 2021 | Southampton FC (1)              | 2 - 0   | Shrewsbury Town (3) |                                                         |                                                         |
| 21h00           | N'Lundulu 16e · Ward-Prowse 89e | (1 - 0) |                     | St Mary's Stadium, Southampton Arbitrage : Simon Hooper | St Mary's Stadium, Southampton Arbitrage : Simon Hooper |
| 21h00           | Rapport                         |         |                     | St Mary's Stadium, Southampton Arbitrage : Simon Hooper | St Mary's Stadium, Southampton Arbitrage : Simon Hooper |

### Quatrième tour (1/16 de finale)
| 22 janvier 2021 | Chorley FC (6) | 0 - 1   | Wolverhampton Wanderers (1) |                                                  |                                                  |
| 20h45           |                | (0 - 1) | 12e Vitinha                 | Victory Park, Chorley Arbitrage : Anthony Taylor | Victory Park, Chorley Arbitrage : Anthony Taylor |
| 20h45           | Rapport        |         |                             | Victory Park, Chorley Arbitrage : Anthony Taylor | Victory Park, Chorley Arbitrage : Anthony Taylor |

| 23 janvier 2021 | Southampton FC (1) | 1 - 0   | Arsenal FC (1) |                                                         |                                                         |
| 13h15           | Gabriel 24e (csc)  | (1 - 0) |                | St Mary's Stadium, Southampton Arbitrage : Peter Bankes | St Mary's Stadium, Southampton Arbitrage : Peter Bankes |
| 13h15           | Rapport            |         |                | St Mary's Stadium, Southampton Arbitrage : Peter Bankes | St Mary's Stadium, Southampton Arbitrage : Peter Bankes |

|       | Barnsley FC (2) | 1 - 0   | Norwich City (2) |                                                   |                                                   |
| 16h00 | Styles 58e      | (0 - 0) |                  | Oakwell Stadium, Barnsley Arbitrage : John Brooks | Oakwell Stadium, Barnsley Arbitrage : John Brooks |
| 16h00 | Rapport         |         |                  | Oakwell Stadium, Barnsley Arbitrage : John Brooks | Oakwell Stadium, Barnsley Arbitrage : John Brooks |

|       | Brighton & Hove Albion (1) | 2 - 1   | Blackpool FC (3) |                                                   |                                                   |
| 16h00 | Bissouma 27e · Alzate 58e  | (1 - 1) | 45+1e Madine     | Falmer Stadium, Falmer Arbitrage : Darren England | Falmer Stadium, Falmer Arbitrage : Darren England |
| 16h00 | Rapport                    |         |                  | Falmer Stadium, Falmer Arbitrage : Darren England | Falmer Stadium, Falmer Arbitrage : Darren England |

|       | Millwall FC (2) | 0 - 3   | Bristol City (2)                              |                                              |                                              |
| 16h00 |                 | (0 - 1) | 32e (pen.) Diedhiou · 58e Wells · 72e Semenyo | The Den, Londres Arbitrage : Tony Harrington | The Den, Londres Arbitrage : Tony Harrington |
| 16h00 | Rapport         |         |                                               | The Den, Londres Arbitrage : Tony Harrington | The Den, Londres Arbitrage : Tony Harrington |

|       | Sheffield United (1)   | 2 - 1   | Plymouth Argyle (3) |                                               |                                               |
| 16h00 | Basham 39e · Sharp 47e | (1 - 0) |                     | Bramall Lane, Sheffield Arbitrage : Lee Mason | Bramall Lane, Sheffield Arbitrage : Lee Mason |
| 16h00 | Rapport                |         |                     | Bramall Lane, Sheffield Arbitrage : Lee Mason | Bramall Lane, Sheffield Arbitrage : Lee Mason |

|       | Swansea City (2)                                   | 5 - 1   | Nottingham Forest (2) |                                                   |                                                   |
| 16h00 | Cullen 7e 67e · Grimes 29e 61e (pen.) · Cooper 84e | (2 - 0) | 56e Knockaert         | Liberty Stadium, Swansea Arbitrage : Kevin Friend | Liberty Stadium, Swansea Arbitrage : Kevin Friend |
| 16h00 | Rapport                                            |         |                       | Liberty Stadium, Swansea Arbitrage : Kevin Friend | Liberty Stadium, Swansea Arbitrage : Kevin Friend |

|       | West Ham United (1)                                           | 4 - 0   | Doncaster Rovers (3) |                                                              |                                                              |
| 16h00 | Fornals 2e · Yarmolenko 32e · Butler 53e (csc) · Afolayan 78e | (2 - 0) |                      | Stade olympique de Londres, Londres Arbitrage : Robert Jones | Stade olympique de Londres, Londres Arbitrage : Robert Jones |
| 16h00 | Rapport                                                       |         |                      | Stade olympique de Londres, Londres Arbitrage : Robert Jones | Stade olympique de Londres, Londres Arbitrage : Robert Jones |

|       | Cheltenham Town (4) | 1 - 3   | Manchester City (1)                   |                                                     |                                                     |
| 18h30 | May 59e             | (0 - 0) | 81e Foden<r> 84e Jesus · 90+4e Torres | Whaddon Road, Cheltenham Arbitrage : Stuart Attwell | Whaddon Road, Cheltenham Arbitrage : Stuart Attwell |
| 18h30 | Rapport             |         |                                       | Whaddon Road, Cheltenham Arbitrage : Stuart Attwell | Whaddon Road, Cheltenham Arbitrage : Stuart Attwell |

| 24 janvier 2021 | Chelsea FC (1)      | 3 - 1   | Luton Town (2) |                                                  |                                                  |
| 13h00           | Abraham 11e 17e 74e | (2 - 1) | 30e Clark      | Stamford Bridge, Londres Arbitrage : David Coote | Stamford Bridge, Londres Arbitrage : David Coote |
| 13h00           | Rapport             |         |                | Stamford Bridge, Londres Arbitrage : David Coote | Stamford Bridge, Londres Arbitrage : David Coote |

|       | Fulham FC (1) | 0 - 3   | Burnley FC (1)                      |                                                 |                                                 |
| 15h30 |               | (0 - 1) | 31e 77e (pen.) Rodriguez · 81e Long | Craven Cottage, Londres Arbitrage : Andy Madley | Craven Cottage, Londres Arbitrage : Andy Madley |
| 15h30 | Rapport       |         |                                     | Craven Cottage, Londres Arbitrage : Andy Madley | Craven Cottage, Londres Arbitrage : Andy Madley |

|       | Brentford FC (2) | 1 - 3   | Leicester City (1)                              |                                                                   |                                                                   |
| 15h30 | Bech Sørensen 6e | (1 - 0) | 46e Ünder · 51e (pen.) Tielemans · 71e Maddison | Brentford Community Stadium, Brentford Arbitrage : Michael Oliver | Brentford Community Stadium, Brentford Arbitrage : Michael Oliver |
| 15h30 | Rapport          |         |                                                 | Brentford Community Stadium, Brentford Arbitrage : Michael Oliver | Brentford Community Stadium, Brentford Arbitrage : Michael Oliver |

|       | Manchester United (1)                        | 3 - 2   | Liverpool FC (1) |                                                   |                                                   |
| 18h00 | Greenwood 26e · Rashford 48e · Fernandes 78e | (1 - 1) | 18e 58e Salah    | Old Trafford, Manchester Arbitrage : Craig Pawson | Old Trafford, Manchester Arbitrage : Craig Pawson |
| 18h00 | Rapport                                      |         |                  | Old Trafford, Manchester Arbitrage : Craig Pawson | Old Trafford, Manchester Arbitrage : Craig Pawson |

|       | Everton FC (1)                                 | 3 - 0   | Sheffield Wednesday (2) |                                                   |                                                   |
| 21h00 | Calvert-Lewin 29e · Richarlison 59e · Mina 62e | (1 - 0) |                         | Goodison Park, Liverpool Arbitrage : Graham Scott | Goodison Park, Liverpool Arbitrage : Graham Scott |
| 21h00 | Rapport                                        |         |                         | Goodison Park, Liverpool Arbitrage : Graham Scott | Goodison Park, Liverpool Arbitrage : Graham Scott |

| 25 janvier 2021 | Wycombe Wanderers (2) | 1 - 4   | Tottenham Hotspur (1)                       |                                                    |                                                    |
| 20h45           | Onyedinma 25e         | (1 - 1) | 45+2e Bale · 86e Winks · 87e 90+3e Ndombele | Adams Park, High Wycombe Arbitrage : Jonathan Moss | Adams Park, High Wycombe Arbitrage : Jonathan Moss |
| 20h45           | Rapport               |         |                                             | Adams Park, High Wycombe Arbitrage : Jonathan Moss | Adams Park, High Wycombe Arbitrage : Jonathan Moss |

| 26 janvier 2021 | AFC Bournemouth (1)     | 2 - 1   | Crawley Town (4) |                                                    |                                                    |
| 19h00           | Wilshere 24e · King 65e | (1 - 0) | 59e Nichols      | Dean Court, Bournemouth Arbitrage : Andre Marriner | Dean Court, Bournemouth Arbitrage : Andre Marriner |
| 19h00           | Rapport                 |         |                  | Dean Court, Bournemouth Arbitrage : Andre Marriner | Dean Court, Bournemouth Arbitrage : Andre Marriner |

### Cinquième tour (1/8 de finale)
| 9 février 2021 | Burnley FC (1) | 0 - 2   | AFC Bournemouth (2)                 |                                               |                                               |
| 18h30          |                | (0 - 1) | 21e Surridge · 88e (pen.) Stanislas | Turf Moor, Burnley Arbitrage : Darren England | Turf Moor, Burnley Arbitrage : Darren England |
| 18h30          | Rapport        |         |                                     | Turf Moor, Burnley Arbitrage : Darren England | Turf Moor, Burnley Arbitrage : Darren England |

|       | Manchester United (1) | 1 - 0 a. p.           | West Ham United (1) |                                                   |                                                   |
| 20h30 | McTominay 97e         | (0 - 0, 0 - 0, 1 - 0) |                     | Old Trafford, Manchester Arbitrage : Paul Tierney | Old Trafford, Manchester Arbitrage : Paul Tierney |
| 20h30 | Rapport               |                       |                     | Old Trafford, Manchester Arbitrage : Paul Tierney | Old Trafford, Manchester Arbitrage : Paul Tierney |

| 10 février 2021 | Swansea City (2) | 1 - 3   | Manchester City (1)                   |                                                   |                                                   |
| 18h30           | Whittaker 77e    | (0 - 1) | 30e Walker · 47e Sterling · 50e Jesus | Liberty Stadium, Swansea Arbitrage : Peter Bankes | Liberty Stadium, Swansea Arbitrage : Peter Bankes |
| 18h30           | Rapport          |         |                                       | Liberty Stadium, Swansea Arbitrage : Peter Bankes | Liberty Stadium, Swansea Arbitrage : Peter Bankes |

|       | Sheffield United (1) | 1 - 0   | Bristol City (2) |                                                  |                                                  |
| 20h30 | Sharp 66e (pen.)     | (0 - 0) |                  | Bramall Lane, Sheffield Arbitrage : Robert Jones | Bramall Lane, Sheffield Arbitrage : Robert Jones |
| 20h30 | Rapport              |         |                  | Bramall Lane, Sheffield Arbitrage : Robert Jones | Bramall Lane, Sheffield Arbitrage : Robert Jones |

|       | Leicester City (1) | 1 - 0   | Brighton & Hove Albion (1) |                                                     |                                                     |
| 20h30 | Iheanacho 90+4e    | (0 - 0) |                            | King Power Stadium, Leicester Arbitrage : Mike Dean | King Power Stadium, Leicester Arbitrage : Mike Dean |
| 20h30 | Rapport            |         |                            | King Power Stadium, Leicester Arbitrage : Mike Dean | King Power Stadium, Leicester Arbitrage : Mike Dean |

|       | Everton FC (1)                                                               | 5 - 4 a. p.           | Tottenham Hotspur (1)                    |                                                  |                                                  |
| 21h15 | Calvert-Lewin 36e · Richarlison 38e 68e · Sigurðsson 43e (pen.) · Benard 97e | (3 - 2, 4 - 4, 5 - 4) | 3e 57e Sánchez · 45+3e Lamela · 83e Kane | Goodison Park, Liverpool Arbitrage : David Coote | Goodison Park, Liverpool Arbitrage : David Coote |
| 21h15 | Rapport                                                                      |                       |                                          | Goodison Park, Liverpool Arbitrage : David Coote | Goodison Park, Liverpool Arbitrage : David Coote |

| 11 février 2021 | Wolverhampton Wanderers (1) | 0 - 2   | Southampton FC (1)       |                                                           |                                                           |
| 18h30           |                             | (0 - 0) | 49e Ings · 90e Armstrong | Molineux Stadium, Wolverhampton Arbitrage : Jonathan Moss | Molineux Stadium, Wolverhampton Arbitrage : Jonathan Moss |
| 18h30           | Rapport                     |         |                          | Molineux Stadium, Wolverhampton Arbitrage : Jonathan Moss | Molineux Stadium, Wolverhampton Arbitrage : Jonathan Moss |

|       | Barnsley FC (2) | 0 - 1   | Chelsea FC (1) |                                                       |                                                       |
| 21h00 |                 | (0 - 0) | 64e Abraham    | Oakwell Stadium, Barnsley Arbitrage : Martin Atkinson | Oakwell Stadium, Barnsley Arbitrage : Martin Atkinson |
| 21h00 | Rapport         |         |                | Oakwell Stadium, Barnsley Arbitrage : Martin Atkinson | Oakwell Stadium, Barnsley Arbitrage : Martin Atkinson |

### Quarts de finale
| 20 mars 2021 | AFC Bournemouth (2) | 0 - 3   | Southampton FC (1)              | Dean Court, Bournemouth     |                             |
| 12 h 15 GMT  |                     | (0 - 2) | 37e Djenepo · 45+1e 59e Redmond | Arbitrage : Martin Atkinson | Arbitrage : Martin Atkinson |
| 12 h 15 GMT  | Rapport             |         |                                 | Arbitrage : Martin Atkinson | Arbitrage : Martin Atkinson |

| 20 mars 2021 | Everton FC (1) | 0 - 2   | Manchester City (1)          | Goodison Park, Liverpool   |                            |
| 17 h 30 GMT  |                | (0 - 0) | 84e Gündoğan · 90e De Bruyne | Arbitrage : Michael Oliver | Arbitrage : Michael Oliver |
| 17 h 30 GMT  | Rapport        |         |                              | Arbitrage : Michael Oliver | Arbitrage : Michael Oliver |

| 21 mars 2021 | Chelsea FC (1)                   | 2 - 0   | Sheffield United (1) | Stamford Bridge, Londres |                         |
| 13 h 30 GMT  | Norwood 24e (csc) · Ziyech 90+2e | (1 - 0) |                      | Arbitrage : Andy Madley  | Arbitrage : Andy Madley |
| 13 h 30 GMT  | Rapport                          |         |                      | Arbitrage : Andy Madley  | Arbitrage : Andy Madley |

| 21 mars 2021 | Leicester City (1)                | 3 - 1   | Manchester United (1) | King Power Stadium, Leicester |                          |
| 17 h 00 GMT  | Iheanacho 24e 78e · Tielemans 52e | (1 - 1) | 38e Greenwood         | Arbitrage : Craig Pawson      | Arbitrage : Craig Pawson |
| 17 h 00 GMT  | Rapport                           |         |                       | Arbitrage : Craig Pawson      | Arbitrage : Craig Pawson |

### Demi-finales
| 17 avril 2021 | Chelsea FC (1) | 1 - 0   | Manchester City (1) | Stade de Wembley, Londres |                       |
| 17 h 30 BST   | Ziyech 55e     | (0 - 0) |                     | Arbitrage : Mike Dean     | Arbitrage : Mike Dean |
| 17 h 30 BST   | Rapport        |         |                     | Arbitrage : Mike Dean     | Arbitrage : Mike Dean |

| 18 avril 2021 | Leicester City (1) | 1 - 0   | Southampton FC (1) | Stade de Wembley, Londres                      |                                                |
| 18 h 30 BST   | Iheanacho 55e      | (0 - 0) |                    | Spectateurs : 4 000 Arbitrage : Chris Kavanagh | Spectateurs : 4 000 Arbitrage : Chris Kavanagh |
| 18 h 30 BST   | Rapport            |         |                    | Spectateurs : 4 000 Arbitrage : Chris Kavanagh | Spectateurs : 4 000 Arbitrage : Chris Kavanagh |

### Finale
| Finale                  | Chelsea FC (1) | 0 - 1   | Leicester City (1) | Stade de Wembley, Londres                       |                                                 |
| 15 mai 2021 17 h 15 BST |                | (0 - 0) | Tielemans 63e      | Spectateurs : 20 000 Arbitrage : Michael Oliver | Spectateurs : 20 000 Arbitrage : Michael Oliver |
| 15 mai 2021 17 h 15 BST | (en) Rapport   |         |                    | Spectateurs : 20 000 Arbitrage : Michael Oliver | Spectateurs : 20 000 Arbitrage : Michael Oliver |